# 趙少康 (演員)
趙少康（1978年—），生于北京，中国电影集团艺术创作中心演员。

## 演出作品

### 電影
- 《集結號》，飾三排副老刺蝟（孟士林），導演：馮小剛
- 《我的香格里拉》，飾排長馬多，導演：張黎明

### 電視劇
- 《天之雲地之霧》，飾刑警呂傑，導演：龐好
- 《風雨西關》，飾方家大哥方家生，導演：徐耿
- 《那時花開》，飾特工馬一凡，導演：徐宗政
- 《戰北平》，飾劉鎖成，導演：胡雪樺
- 《風雨雕花樓》，飾陸根榮，導演：馬魯劍

### 電影電視
- 《陳毅在茅山》，飾三營長符國堅，導演：李輝
- 《大壯的故事》，飾大壯，導演：曹東

### 話劇
- 《夜店》，飾店主聞太師，導演：馮昌年